# Montezemolo
Montezemolo är en ort och kommun i provinsen Cuneo i regionen Piemonte i Italien. Kommunen hade 234 invånare (2018).